# توم واتسون
توم واتسون (بالإنجليزية: Tom Watson)‏، من مواليد ابريل 1859 وتوفي في مايو 1915، وهو مدرب كرة قدم إنجليزي سابق.
و قد درب نادي سندرلاند منذ عام 1888 وحتى عام 1896، ومنذ عام 1896 انتقل إلى تدريب نادي ليفربول، ودربهم حتى عام 1915.

## روابط خارجية
- توم واتسون على موقع عالم كرة القدم.نت (الإنجليزية)